# Szkice węglem (nowela)

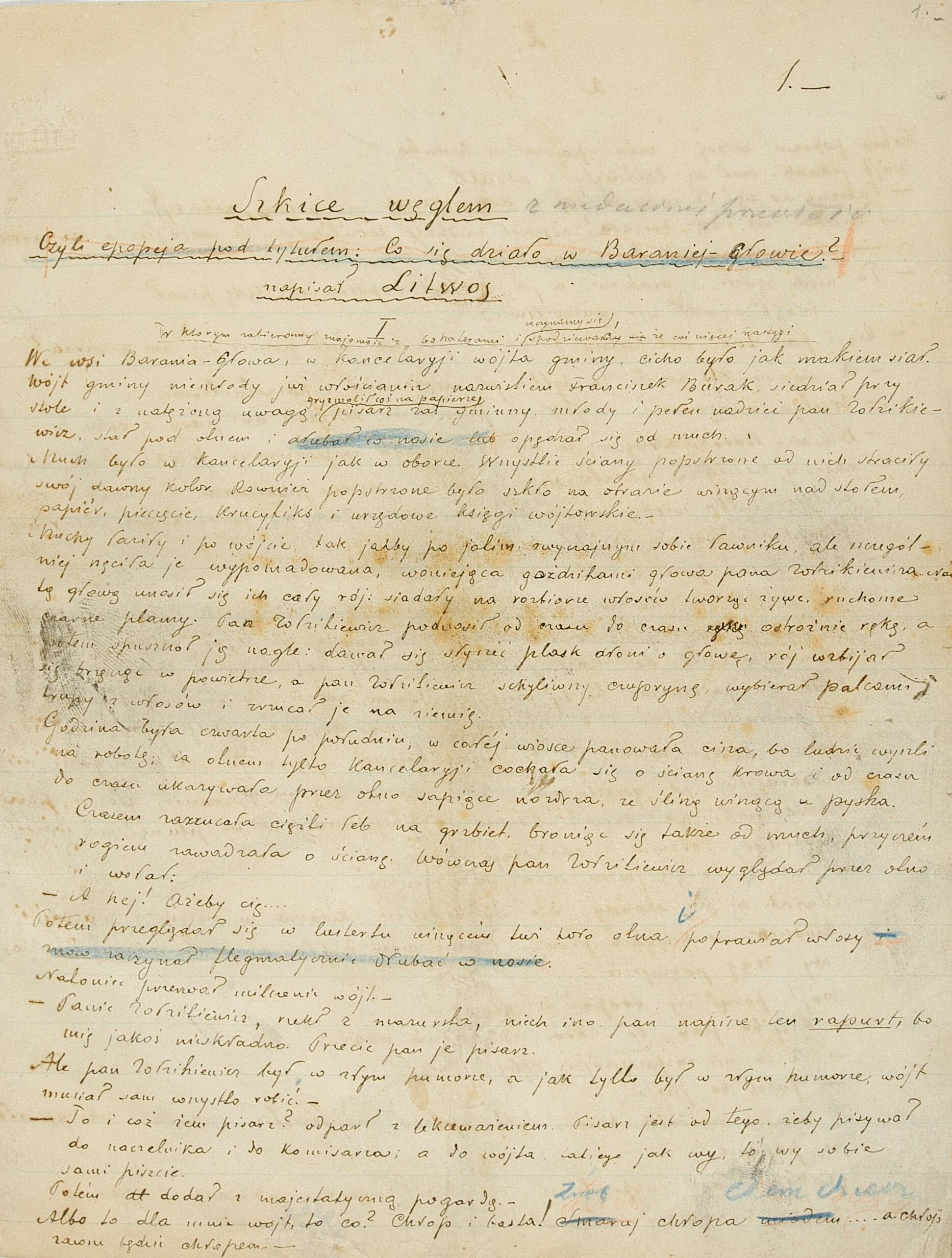
Początek rękopisu noweli ze zbiorów Biblioteki Narodowej

Szkice węglem – nowela Henryka Sienkiewicza, powstała podczas pobytu pisarza w Stanach Zjednoczonych latem 1876 roku (wspomina o tym w opowiadaniu Żórawie). Wersja noweli, która ukazała się drukiem w „Gazecie Polskiej”, była ocenzurowana. Po 1950 roku przywrócono jej pierwotny charakter. Porównanie obu wersji ukazuje, jak cenzura, nie tylko zewnętrzna, ale też zaborcza, wewnętrzna i redakcyjna, osłabiły radykalizm społeczny i wymowę utworu.
Utwór publikowany był niekiedy pod pełnym tytułem: Szkice węglem, czyli, Epopeja pod tytułem „Co się działo w Baraniej Głowie” (Barania Głowa to nazwa wsi – miejsca akcji).
W 1881 Zofia Mellerowa i Jan Kanty Galasiewicz opracowali sceniczną przeróbkę noweli zatytułowaną Pan Zołzikiewicz.

## Czas i miejsce akcji
Akcja toczy się w drugiej połowie XIX wieku. Miejscem akcji jest wieś Barania Głowa (dziewiętnastowieczna wieś, w której znajdują się biedne wiejskie chaty, dwór oraz kościół) w powiecie Osłowickim, miasto powiatowe Osłowice oraz Wrzeciądza.

## Narrator
Narrator jest wszechwiedzący oraz odautorski. Bardzo często zwraca się wprost do odbiorcy, odbiegając od wydarzeń, co sprawia wrażenie, że przedstawione wypadki służą tu przede wszystkim jako materiał badawczy, prowokujący do stawiania wniosków i refleksji. Często przedstawia fakty w sposób ironiczny, opowiada o zdarzeniach z przeszłości bohaterów, które mają wpływ na obecną rzeczywistość.

## Streszczenie
Rzecz dzieje się w kancelarii wójta, który prosi Zołzikiewicza (pisarza gminnego), aby w jego imieniu napisał list do wójta sąsiedniej gminy. Pisarz nie chce się zgodzić, gdyż uważa, że pisanie listów do osób takich jak wójt mu nie przystoi. Wójt próbuje własnymi siłami napisać list. Następnie czyta efekty swojej pracy Zołzikiewiczowi, który ją wyśmiewa. List jest napisany gwarą; wójt, chcąc nadać mu styl urzędowy, zamieścił w nim także zdania usłyszane na kazaniu w kościele. W końcu Zołzikiewicz postanawia napisać list, który jest poleceniem odesłania metryk mieszkańców Baraniej Głowy (znajdują się one w kancelarii parafialnej we Wrzęciądzy), ponieważ będą potrzebne do spisów wojskowych, które mają być przeprowadzane.
Zołzikiewicz namawia wójta, żeby ten na liście rekrutów umieścił wiejskiego chłopa – Rzepę – aby pozbyć się go ze wsi. Wójt jednak nie wyraża na to zgody, boi się konsekwencji; wie też, że Zołzikiewiczowi bardzo podoba się żona Rzepy i tym bardziej nie chce zgodzić się na wpisanie chłopa na listę.
Zołzikiewicz jako młody chłopiec brał udział w powstaniu styczniowym. Jego walka ograniczała się tylko do uwodzenia młodych dziewcząt. W końcu został ukarany chłostą za swoje naganne zachowanie. Pewnego dnia doszedł do wniosku, że każdy powinien służyć tym, co ma najcenniejsze. W jego przypadku była to głowa. Tak został pisarzem gminnym. Podczas spaceru przez wieś Zołzikiewicz zatrzymał się przy chacie Rzepowej, gdzie przeprowadził krótką rozmowę z kobietą. Nalegał, aby go pocałowała, a w zamian za to powie jej, jaki interes ma do jej męża. Rzepowa długo się wzbraniała; kiedy Zołzikiewicz usiłował pocałować ją siłą, z pomocą przyszedł jej pies Kruczek, który ugryzł pisarza w pośladki. Zołzikiewicz obiecał zemstę, mówił, że postara się, aby Rzepę zabrano do wojska.
Wójt Burak, ławnik Gomuła i Rzepa biesiadują w karczmie. Wójt i ławnik postanawiają zastosować podstęp: przy kolejnych kieliszkach tylko udają, że piją, czekając, aż chłopa zamroczy alkohol. Wtedy wkracza pisarz, podsuwając Rzepie do podpisu dokument, który rzekomo będzie uprawniać go do gospodarowania na części dworskiego lasu. Obiecuje też 50 rubli na ogrodzenie działki. Rzepa nigdy nie był chętny do składania jakichkolwiek podpisów na urzędowych pismach. Jednak, będąc pod wpływem alkoholu, podpisuje. Dopiero rano dowiaduje się, że podpisał zgodę na zaciąg do wojska. Jego żona bardzo przeżywa, że będzie musiała rozstać się z mężem. Następnego dnia odbywa się posiedzenie sądu gminnego. Zawsze decyzje na posiedzeniach podejmują Zołzikiewicz, wójt Burak i ławnik Gomuła. Zołzikiewicz zabierał głos jedynie wtedy, kiedy sprawa była poprzedzona łapówką; w innych przypadkach znudzony obradami siedział cicho. Jedynym szlachcicem, jaki pokazywał się na zebraniach, był pan Floss, który cieszył się małą sympatią (nie dawał łapówek). Na zebraniu rozpatrywano różne sprawy; kiedy uczestnicy zbierali się już do wyjścia, na salę weszli Rzepa, Rzepowa i Kruczek. Rzepa zaczął przedstawiać sytuację ławnikom, opowieść dokończyła żona, która prosiła o litość nad nimi. Ławnicy przyznali jej rację, że rzeczywiście to nieładnie zmuszać pijanego do podpisywania papierów, jednak pod wpływem argumentów Zołzikiewicza stwierdzili, że Rzepa musi wypić piwo, którego sobie nawarzył. Ławnicy zastanawiali się nad groźbami zabicia Rzepowej, ona mówi, że na nic się nie skarżyła. Jednak postanowiono skazać Rzepę na dwa lub trzy dni aresztu.
Po całym zajściu Rzepowa poszła na mszę, a następnie szukać ratunku u księdza Czyżyka. Ksiądz stwierdził, że całe zajście jest karą za pijaństwo męża. Poradził też Rzepowej, aby się cieszyła, że Bóg pozwala odpokutować jej mężowi za grzechy już teraz. Obok domu Rzepowej przechodzą dziedziczka Jadwiga i jej kuzyn Wiktor. Jadwiga dla wprawy flirtuje z kuzynem, rozmawiają także o poezji. Rzepowa pada do nóg Jadwidze, opowiada jej swoją tragedię i prosi o pomoc. Dziewczyna jednak jest bezradna, radzi Rzepowej, żeby ta udała się do jej ojca, może on jej pomoże. Rzepowa z dzieckiem na ręku idzie do dworu. Gośćmi państwa Skorabiewskich byli: ksiądz dziekan Ulanowski, ksiądz Czyżyk i rewizor gorzelniany Stołbicki. Pan Skorabiewski wychodzi przed ganek, żeby porozmawiać z Rzepową. Mówi jej, że nie ma czasu, ponieważ są u niego goście; poza tym prosi, by dała mu spokój przynajmniej w niedzielę. Kobieta postanawia poczekać aż goście odjadą. Czeka bardzo długo. Kiedy widzi, że Skorbiewski odprowadza gości, podchodzi do niego i opowiada mu o swoich problemach. Ten stwierdza, że nie może jej pomóc, bo już nie miesza się w sprawy gminy.
Rzepa po wyjściu z aresztu udaje się do karczmy, a następnie do pana Skorabiewskiego prosić o pomoc. Był pijany i natarczywy, usłyszał więc taką samą odpowiedź jak jego żona. Ponieważ Rzepa ciągle pił, żona wzięła dziecko i udała się do naczelnika. Nie wzięła konia, liczyła na to, że może ktoś będzie jechał wozem i pozwoli jej się przysiąść. Nikogo nie spotkała. Jechał Żyd, jednak Rzepowa nie miała pieniędzy, żeby mu zapłacić za podwiezienie. Wreszcie dotarła do Osłowic, ale czuła się w tym mieście zagubiona. Okazało się, że komisarz wyjechał, a naczelnika trzeba szukać w powiecie. Wypytując się ludzi, Rzepowa trafiła do odpowiedniego budynku. Nie mogła znaleźć naczelnika, nie umiała przeczytać napisów na drzwiach, czuła się zakłopotana, nikt nie zwracał na nią uwagi. Kiedy dotarła do naczelnika, padła przed nim na kolana, jednak nie potrafiła się wysłowić. Naczelnik stwierdził, że jest pijana. Kazał jej, by swoją sprawę przedstawiła gminie, a ta przedstawi ją jemu. Droga powrotna do domu okazała się dla Rzepowej bardzo ciężka. Została uderzona przez chłopa kamieniem w głowę, na chwilę straciła przytomność. Jednak po chwili ocknęła się i ruszyła w dalszą drogę. Szalała burza, Rzepowa szła przez las; niespodziewanie przejeżdżał tamtędy Herszka, który pomógł kobiecie i zawiózł ją do domu.
Rzepa coraz więcej pije i kłóci się z żoną. Szmul pyta Rzepową, czy była ze swoją sprawą w gminie, u naczelnika i u księdza. Kobieta odpowiada, że nic nie zdziałała. Szmul radzi jej, by poszła do Zołzikiewicza; on ma papier, na którym podpisano umowę. Jeśli Rzepowa poprosi, to pisarz podrze ten papier. Rzepowa udaje się do Zołzikiewicza i spędza z nim noc. Kiedy wraca do domu, opowiada wszystko mężowi. Ten jednak nie ma dla niej litości: zabija ją, a następnie podpala zabudowania dworskie. Okazało się, że papier, który podpisał Rzepa, nie był ważny. Pan Zołzikiewicz był pewny, że sprawa przeciągnie się na tyle, że Rzepowa wpadnie w jego ramiona...

## Bohaterowie
Wawrzon Rzepa – mąż Marysi i ojciec małego chłopca. Utrzymuje siebie i rodzinę z gospodarki. Chodzi do pracy do lasu jako drwal. Jest bardzo silny, a co za tym idzie, doceniany w tej pracy. Bardzo dużo pije, później obraża żonę, kłóci się z nią, a następnie przeprasza, bo w głębi serca mocno ją kocha. Jako piętnastolatek przewoził papiery w czasie powstania styczniowego. Kiedy dowiaduje się, że pisarz wpisał go na listę poborową, wydaje mu się, że wpływ na to miała jego przeszłość. Siła Rzepy znika, gdy przychodzi mu walczyć o swoje ocalenie. Załamuje się i ciągle pije. Jego żona stara się mu pomóc, jednak mąż nie docenia jej wysiłków i poświęcenia. Zabija ją za zdradę.
Marysia Rzepowa – żona Wawrzona Rzepy i matka małego chłopca. Ładna i pracowita młoda kobieta, która bardzo kocha swojego męża. Bardzo długo opiera się panu Zołzikiewiczowi. Pomaga mężowi, wystawiając się często na kpinę i pośmiewisko. Mimo że brak jej dostatecznej wiedzy i wykształcenia udaje się do urzędów i stara się załatwić swoją sprawę, a wszystko to robi dla Rzepy. Kiedy nie widzi już innego wyjścia, za radą Szmula idzie do pana Zołzikiewicza i spędza z nim noc. Zostaje zamordowana przez męża za zdradę.
Zołzikiewicz – pisarz gminny. Ma bardzo wysokie mniemanie o swojej edukacji. Jego ambicje zawodowe to zostanie podrewizorem lub sędzią. Sprawca głównych nieszczęść rodziny Rzepów. Jest człowiekiem bez skrupułów, nie przejmuje się wydarzeniami, które spowodował. Udaje mu się osiągnąć zamierzony cel, którym było uwiedzenie żony Rzepy. Kobieta, która była jego niespełnionym pragnieniem, to Jadwiga Skorabiewska (dziedziczka).
Franciszek Burak – wójt Baraniej Głowy, człowiek prosty, naiwny, bezgranicznie ufa pisarzowi jako człowiekowi „uczonemu”, jest mu podporządkowany, traktuje go niemal jak świętego, wierzy każdemu słowu Zołzikiewicza.
Dziedzic Skorabiewski – odsunął się od spraw wsi, nie chce w niczym pomóc chłopom, choć w dalszym ciągu ma na ich los potężny wpływ. On i jego szlacheccy sąsiedzi tolerują Zołzikiewicza. Opłacają go, aby popierał ich interesy. Przez swoją obojętność i bierność jest bezwzględny i okrutny wobec chłopów. Pozwala, aby na jego oczach krzywdzono jego dawnych poddanych.
Pan Floss – właściciel Małych Postępowic. Zamknął się na terenie własnego folwarku i pozwalał Zołzikiewiczowi na jego oszustwa. Jest zwolennikiem pozytywistycznych idei, ale jego działanie ma niewielki zasięg i mierne skutki.
Ksiądz Czyżyk – nie poczuwa się do opieki nad parafianami. Jest człowiekiem wykształconym. Używa bezmyślnego, okrutnego w swej wymowie i bardzo stereotypowego argumentu: Rzepa był złym człowiekiem, więc zasłużył na karę. Jest negatywną postacią.